# Множинна ендокринна неоплазія тип 1
Множинна ендокринна неоплазія тип 1 (МЕН1, синдром Вермера) — це хвороба ендокринної системи, що характеризується наявністю злоякісних та/або доброякісних пухлин паращитоподібної, підшлункової залоз та гіпофізу.

## Епідеміологія
Захворюваність МЕН1 становить 1 на 30000 населення.
Діагноз МЕН1 встановлюється при діагностиці декількох пухлин одночасно мінімум в двох залозах з перелічених вище. Пухлини, асоційовані з МЕН1 можуть виникати також в інших еднокринних залозах.

## Етіологія
МЕН1 виникає внаслідок мутації в однойменному гені МЕН1.

## Патологія

### МЕН1 таШКТ
Пухлини МЕН1 призводять до посилення екскреції гормонів та інших біологічно-активних речовин залозами, що ними уражені, що може призводити до розвитку гострих станів, зокрема пептичної виразки шлунку або 12-палої кишки внаслідок гіперсекреції гастрину. В 20-60% випадків, МЕН1 є діагностується при синдромі Золінгера-Еллісона. Також МЕН1 може характеризуватися гострою секреторною діареєю. Комплекс синдромів, що включає секреторну діарею, гіпокаліємію та ахлоргідрію був класифікований як пухлина, асоційована з вазоактивним інтестинальним пептидом (ВІПома). Гіперсекреція глюкагону, соматостатину, хроматограніну або кальцитоніну, ектопічна секреція АКТГ (причина синдрому Кушинга) та гіперсекреція соматостатин-рилізинг гормону (причина акромегалії) іноді діагностуються в доброякісних пухлинах не бета-клітинного походження та спостерігаються дуже рідко.

### МЕН1 та паращитоподібна залоза
Гіперпаратиреоїдизм при МЕН1 діагностується до 90% випадків. Внаслідок цього стану виникає гіперсекреція паратгормону, що призводить до порушення балансу кальцію в плазмі крові, утворенню каменів в нирках (у 25% пацієнтів), резорбції кісткової тканини, загальної слабкості.

### МЕН1 та гіпофіз
Найчастише, ураження гіпофізу при МЕН1 проявляється у 25-90% випадків як пролактинома, що призводить до посиленої екскреції пролактину. Гіперпролактинемія призводить до галактореї зниження рівня статевих гормонів, зокрема тестостерону. Крім того, ураження гіпофізу при МЕН1 можуть характеризуватись посиленою секрецією соматостатину, що призводить до розвитку акромегалії. Близько 3% пухлин секретують АКТГ, що призводить до хвороби Кушига. Також, пухлини гіпофізу при МЕН1 мають великі розміри, внаслідок чого у хворого можуть бути неврологічні ознаки компресії оточуючих пухлину гіпофіза структур.

### МЕН1 та підшлункова залоза
Пухлини підшлункової залози розвиваються в більшості випадків (40%) з бета-клітин острівців Ларгенганса (інсулінома) та характеризуються мультицентричним ростом. Це призводить до посиленого утворення інсуліну, внаслідок чого відбувається посилений метаболізм глюкози та зниження її рівня в крові, що може призводити до гіпоглікемічної коми.
В 30% випадків утворюються злоякісні пухлини, що характеризуються не тільки локальними, але і віддаленими метастазами. Також при МЕН1 може діагностуватись гастринома.

### Інші прояви
При МЕН1 можуть мати місце аденома або аденоматозна гіперплазія щитоподібної залози та наднирників. Карциноїди діагностуються при МЕН1 в окремих випадках. Можуть мати місце підшкірні або вісцеральні ліпоми, ангіофіброми та колагеноми.

## Діагностика
При підозрі МЕН1, хворим рекомендовано визначення статусу гену МЕН1 на предмет мутацій, з урахуванням наступних клінічних даних:
- вік <40 років;
- наявність МЕН1 у інших членів родини;
- наявність мультифокальної пухлини або рецидив пухлини в органах-мішенях МЕН1;
- два або більше органів уражено пухлинами.

## Лікування
Проводеться комплекс лікувальних заходів направлених на хірургічне видалення пухлинних утворень в місцях їх локалізацій.